# سوسکچه‌های خرطوم‌دار اسفنوفوروس
سوسکچه‌های خرطوم‌دار اسفنوفوروس(نام علمی: Sphenophorus) نام یک سرده از بالاخانواده سوسکچه است.